# A végállomás a halál
A végállomás a halál (eredeti cím: Estación Rocafort) 2024-es spanyol horror-thriller Luis Prieto rendezésében. A főbb szerepekben Natalia Azahara, Javier Gutiérrez és Valèria Sorolla látható.
Spanyolországban 2024. szeptember 6-án került a mozikba. Magyarországon 2025. május 8-án mutatták be a Vertigo Média Kft. forgalmazásában. 

## Cselekmény
Miután Laura éjszakai műszakos munkát kapott a barcelonai metróban, és kapcsolatba kezdett munkatársával, Crisszel, felfedezi, hogy a Rocafort metróállomáson, ahol dolgozik, számos furcsa haláleset történik, és az igazság kiderítése érdekében összeáll a problémás egykori zsaruval, Románnal.

## Szereplők
| Szerep | Színész                | Magyar hang |
| ------ | ---------------------- | ----------- |
| Laura  | Natalia Azahara        |             |
| Román  | Javier Gutiérrez       |             |
| Román  | Albert Baró (fiatalon) |             |
| Cris   | Valèria Sorolla        |             |
| Andrés | Xavi Sáez              |             |
| Albert | Francesc Albiol        |             |
| Toni   | Aimar Vega             |             |
| Luis   | Tatín Revenga          |             |
| Elías  | Celso Bugallo          |             |

## A film készítése
A forgatókönyvet Iván Ledesma, Ángel Agudo és Luis Prieto írta. A filmet a Showrunner Films és a Nostromo Pictures gyártotta, a Netflix, a Mogambo és a CreaSGR közreműködésével. A forgatási helyszínek között szerepelt Barcelona és Las Palmas de Gran Canaria.

## Fogadtatás
Jordi Batlle Caminal a Fotogramas-tól 5 csillagból 3-ra értékelte a filmet, és azt írta, ez egy „egyenetlen film, de van benne valami ragályos elragadtatás”.
Toni Vall a Cinemanía-tól 5 csillagból 3-ra értékelte a filmet, és úgy ítélte meg, hogy „szórakoztató film”, [de] egy kicsit túl sok mindentől függ”.
Quim Casas az El Periódico de Catalunya munkatársa 5-ből 2 csillagot adott a filmre, mondván: „ez egy olyan film, amely érdekes a megközelítésében, de korlátozott az eredményeiben”.
Ekaitz Ortega a HobbyConsolas-tól 56 pontot („úgy-ahogy”) adott a filmre, pozitívan megemlítve Azahara és Sorolla alakítását, valamint néhány pontos horrorjelenetet, míg negatívumként számos klisét említett, valamint azt, hogy a cselekmény „jelentős tempóproblémákat” mutat.